# .post
.post és un domini d'internet de primer nivell elevat al ICANN per a la seva aprovació com un com un domini patrocinat. El seu ús estaria restringit per a serveis postals nacionals i regionals, així com per a empreses privades que brindin serveis similars. Està patrocinat per Universal Postal Union, una organització internacional localitzada a Berna, Suïssa.